# Helmut Heinhold
Helmut Heinhold (* 1. Juli 1927 in Bremen; † 7. November 2008 in Herne) war ein deutscher Ruderer. Er gewann 1952 eine olympische Silbermedaille.
1952 bildete Helmut Heinhold zusammen mit Heinz Manchen und Steuermann Helmut Noll einen neuen Zweier mit Steuermann. Dieses Boot vom Vegesacker Ruderverein gewann auf Anhieb den Deutschen Meistertitel vor den Duisburger Titelverteidigern Müller, Brinkmann und Funke. Damit qualifizierten sich die drei Bremer auch für die olympische Ruderregatta 1952 in Meilahti, einem Stadtteil von Helsinki. Dort erreichten zwei deutsche Boote das Finale. Der Achter belegte den fünften Platz, während der Zweier nur den Franzosen Raymond Salles, Gaston Mercier und Bernard Malivoire unterlag und damit Silber gewann.
1953 gewannen Manchen und Heinhold zusammen mit dem Steuermann Otto Nordmeyer die Deutsche Meisterschaft vor den Duisburgern. Bei der Europameisterschaft 1953 in Kopenhagen unterlagen sie dem französischen Boot, in dem allerdings keiner der Olympiasieger von 1952 saß. 1954 gewannen Manchen und Heinhold ihren dritten deutschen Meistertitel in Folge, diesmal steuerte Hans Zander. 1956 belegten die beiden zusammen mit Steuermann Heinz-Georg Oehlers den dritten Platz bei der Deutschen Meisterschaft.
In den folgenden Jahren trat Heinhold für die Rudergesellschaft Wiesbaden-Biebrich an und belegte von 1957 bis 1959 dreimal den dritten Platz bei der deutschen Meisterschaft im Achter.
Für seine sportlichen Leistungen wurde er am 27. Oktober 1952 mit dem Silbernen Lorbeerblatt ausgezeichnet.